# International Lease Finance Corporation

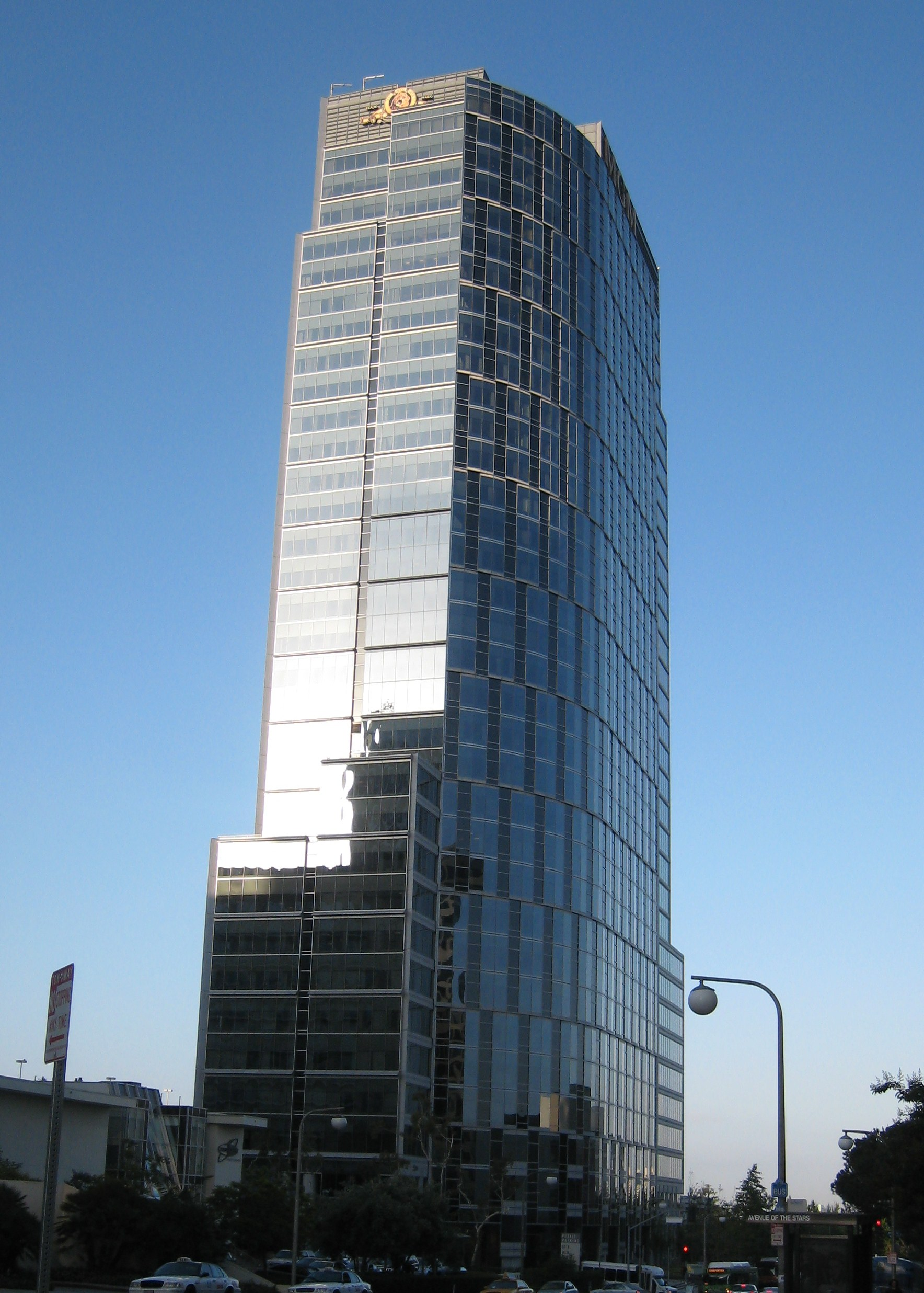
MGM Tower w Los Angeles USA, biurowiec w którym ma siedzibę International Lease Finance Corporation

International Lease Finance Corporation (ILFC) – firma leasingowa i spółka, zależna od AIG, zajmująca się leasingiem samolotów z siedzibą w Los Angeles (Kalifornia), największy klient Airbusa na świecie.
Firmę w 1973 założył Steven F. Udvar-Házy. Swoje pierwsze zamówienie ILFC złożyła w 1989 i od tego czasu europejski producent dostarczył jej ponad 600 samolotów. 